# Iran Pro League 2016-17
La Liga Profesional de Irán 2016-17 (Iran Pro League 2016-17), fue la edición 34 de la máxima categoría del fútbol iraní, y la 16 del campeonato de la Primera División de Irán, desde su establecimiento en el 2001. La temporada 2016-17 dio inicio el 25 de julio de 2016 y concluyó el 4 de mayo de 2017. El Persépolis de la ciudad de Teherán obtuvo su tercer título profesional, el décimo en total.
Participaron 16 equipos: 14 de la edición anterior, y 2 ascendidos de la Liga Azadegan 2015-16. El Esteghlal Khuzestan FC, defendió su título.

## Equipos
Los clubes Malavan FC, Rah Ahan y Esteghlal Ahvaz perdieron la categoría al ubicarse en los puestos 14, 15 y 16 de la tabla de posiciones. Sus lugares fueron ocupados por el Paykan FC, quien regresó luego de descender en la campaña 2014-15, el Machine Sazi FC, que no había vuelto a participar desde que disputó la campaña 1996-97, y el Sanat Naft FC, que estuvo por última vez en la edición de 2012-13.

### Ciudades y estadios
| Equipo                | Ciudad  | Estadio        | Aforo  |
| --------------------- | ------- | -------------- | ------ |
| Esteghlal             | Teherán | Azadi          | 84.412 |
| Esteghlal Ahvaz       | Ahvaz   | Takhti Ahvaz   | 15.000 |
| Esteghlal Khuzestan   | Ahvaz   | Ghadir         | 50,100 |
| Gostaresh             | Tabriz  | Bonyan Dizel   | 12,000 |
| Malavan               | Anzali  | Takhti Anzali  | 8,000  |
| Siah Jamegan Khorasan | Mashhad | Samen          | 35.000 |
| Naft Tehran           | Teherán | Takhti Teherán | 30,122 |
| Padideh               | Mashhad | Samen          | 35.000 |
| Foolad                | Ahvaz   | Ghadir         | 50.199 |
| Persepolis            | Teherán | Azadi          | 84.412 |
| Rah Ahan              | Teherán | Rah Ahan       | 12.250 |
| Saba Qom              | Qom     | Yadegar Emam   | 10.610 |
| Saipa                 | Karaj   | Enghelab Karaj | 30.000 |
| Sepahan               | Esfahan | Foolad Shahr   | 12.000 |
| Tractor Sazi          | Tabriz  | Sahand         | 66.833 |
| Zob Ahan              | Esfahan | Foolad Shahr   | 12.000 |

### Personal y equipaciones
Nota:Las banderas indican el equipo nacional tal como se ha definido en las reglas de elegibilidad de la FIFA. Los jugadores pueden tener más de una nacionalidad fuera de la FIFA.
| Equipo         | Entrenador             | Capitán             | Fabricante del kit |
| -------------- | ---------------------- | ------------------- | ------------------ |
| Esteghlal      | Alireza Mansourian     | Mehdi Rahmati       | Li-Ning            |
| Est. Khuzestan | Sirous Pourmousavi     | Mohammad Tayyebi    | Joma               |
| Foolad         | Naeim Saadavi          | Mehrdad Jamaati     | Uhlsport           |
| Gostaresh      | Faraz Kamalvand        | Morteza Asadi       | Merooj             |
| Machine Sazi   | Farhad Kazemi          | Andranik Teymourian | Merooj             |
| Naft Tehran    | Ali Daei               | Alireza Ezzati      | Legea              |
| Padideh        | Mohammad Reza Mohajeri | Reza Nasehi         | Yousef Jame        |
| Paykan         | Majid Jalali           | Rahman Ahmadi       | Yousef Jame        |
| Persepolis     | Branko Ivanković       | Jalal Hosseini      | Joma               |
| Saba Qom       | Samad Marfavi          | Reza Enayati        | Merooj             |
| Sanat Naft     | Firouz Karimi          | Hassan Houri        | Merooj             |
| Saipa          | Hossein Faraki         | Ebrahim Sadeghi     | Givova             |
| Sepahan        | Zlatko Kranjčar        | Ehsan Hajsafi       | Uhlsport           |
| Siah Jamegan   | Akbar Misaghian        | Meysam Hosseini     | Merooj             |
| Tractor Sazi   | Amir Ghalenoei         | Mehdi Kiani         | Fitcom             |
| Zob Ahan       | Mojtaba Hosseini       | Mehdi Rajabzadeh    | Joma               |

### Jugadores extranjeros
El número de jugadores extranjeros está restringido a cuatro por equipo, incluyendo un cupo para un jugador de los países de la AFC. Un equipo puede utilizar cuatro jugadores extranjeros en el campo en cada juego, incluyendo por lo menos un jugador del país AFC.
| Club                | Jugador 1         | Jugador 2           | Jugador 3        | Jugador AFC      |
| ------------------- | ----------------- | ------------------- | ---------------- | ---------------- |
| Esteghlal           | Hrayr Mkoyan      | Róbson Januário     | Leandro Padovani |                  |
| Esteghlal Khuzestan | Aloys Nong        |                     |                  |                  |
| Foolad              | Mathias Chago     | Ernest Nfor         |                  |                  |
| Gostaresh           | Fernando          | Magno Batista       | Chimba           |                  |
| Machine Sazi        | Edson             | Kakhaber Kakashvili |                  | Aziz Ibragimov   |
| Naft Tehran         | Igor Prahić       |                     |                  | Ibrahim Alma     |
| Padideh             | Varazdat Haroyan  | Drissa Diarrassouba | David Wirikom    |                  |
| Paykan              | Levon Hayrapetyan | Godwin Mensha       | Jérémy Manzorro  | Faysal Shayesteh |
| Persepolis          | Božidar Radošević |                     |                  |                  |
| Saba Qom            |                   |                     |                  |                  |
| Saipa               | Júnior Lopes      | Alessandro          | Bogdan Milić     |                  |
| Sanat Naft          | Bruno Matos       | Rasheed Alabi       |                  | Kim Gwi-hyeon    |
| Sepahan             | Lee Oliveira      | Moussa Coulibaly    |                  | Server Djeparov  |
| Siah Jamegan        | Andrey            | Moussa Traoré       | Goran Jerković   |                  |
| Tractor Sazi        | Edinho            |                     |                  | Karrar Jassim    |
| Zob Ahan            | Jerry Bengtson    | Rabih Ataya         |                  | Ali Hamam        |

## Tabla de posiciones
| Pos. | Equipos             | PJ | PG | PE | PP | GF | GC | DIF | PTS |
| ---- | ------------------- | -- | -- | -- | -- | -- | -- | --- | --- |
| 01.  | Persépolis (C)      | 30 | 20 | 06 | 04 | 46 | 14 | +32 | 66  |
| 02.  | Esteghlal           | 30 | 16 | 09 | 05 | 45 | 27 | +18 | 57  |
| 03.  | Tractor Sazi        | 30 | 15 | 11 | 04 | 38 | 24 | +14 | 56  |
| 04.  | Zob Ahan            | 30 | 12 | 08 | 10 | 39 | 31 | +8  | 46  |
| 05.  | Sepahan FC          | 30 | 12 | 09 | 09 | 38 | 34 | +4  | 45  |
| 06.  | Paykan FC           | 30 | 12 | 08 | 10 | 39 | 38 | +1  | 44  |
| 07.  | Esteghlal Khuzestan | 30 | 10 | 11 | 09 | 36 | 34 | +2  | 41  |
| 08.  | Gostaresh Foulad    | 30 | 07 | 17 | 06 | 26 | 24 | +2  | 38  |
| 09.  | Naft Tehran         | 30 | 08 | 12 | 10 | 31 | 34 | -3  | 36  |
| 10.  | Foolad FC           | 30 | 07 | 14 | 09 | 30 | 32 | -2  | 35  |
| 11.  | Padideh Khorasan    | 30 | 08 | 10 | 12 | 28 | 36 | -8  | 34  |
| 12.  | Sanat Naft          | 30 | 08 | 09 | 13 | 24 | 34 | -10 | 33  |
| 13.  | Saipa FC            | 30 | 07 | 11 | 12 | 20 | 30 | -10 | 32  |
| 14.  | Siah Jamegan        | 30 | 06 | 12 | 12 | 24 | 35 | -11 | 30  |
| 15.  | Saba Qom (D)        | 30 | 06 | 10 | 14 | 22 | 33 | -11 | 28  |
| 16.  | Machine Sazi FC (D) | 30 | 03 | 07 | 20 | 18 | 45 | -27 | 16  |

(C) = Campeón; (D)= Descendido.
1. ↑  Ganador de la Copa Hazfi 2016-17.

|  | Liga de Campeones 2018 (Fase de grupos) |
|  | Liga de Campeones 2018 (Ronda play-off) |
|  | Descenso a la Liga Azadegan 2017-18     |

## Goleadores
| Pos. | Jugador             | Club                | Goles |
| ---- | ------------------- | ------------------- | ----- |
| 1    | Mehdi Taremi        | Persepolis          | 18    |
| 2    | Sasan Ansari        | Foolad              | 16    |
| 3    | Godwin Mensha       | Paykan              | 15    |
| 4    | Mohammad Ghazi      | Naft Tehran         | 12    |
| 5    | Morteza Tabrizi     | Zob Ahan            | 10    |
| 5    | Chimba              | Gostaresh           | 10    |
| 5    | Hassan Beyt Saeed   | Esteghlal Khuzestan | 10    |
| 6    | Mehdi Rajabzadeh    | Zob Ahan            | 9     |
| 7    | Jerry Bengtson      | Zob Ahan            | 8     |
| 7    | Masoud Hassanzadeh  | Sepahan             | 8     |
| 8    | Rahim Mehdi Zohaivi | Esteghlal Khuzestan | 7     |
| 8    | Kaveh Rezaei        | Esteghlal           | 7     |
| 8    | Omid Ebrahimi       | Esteghlal           | 7     |
| 8    | Farzad Hatami       | Tractor Sazi        | 7     |
| 8    | Mehrdad Mohammadi   | Sepahan             | 7     |
| 8    | Edinho              | Tractor Sazi        | 7     |

Actualizado al 4 de mayo de 2017
Fuente: